# SEAC

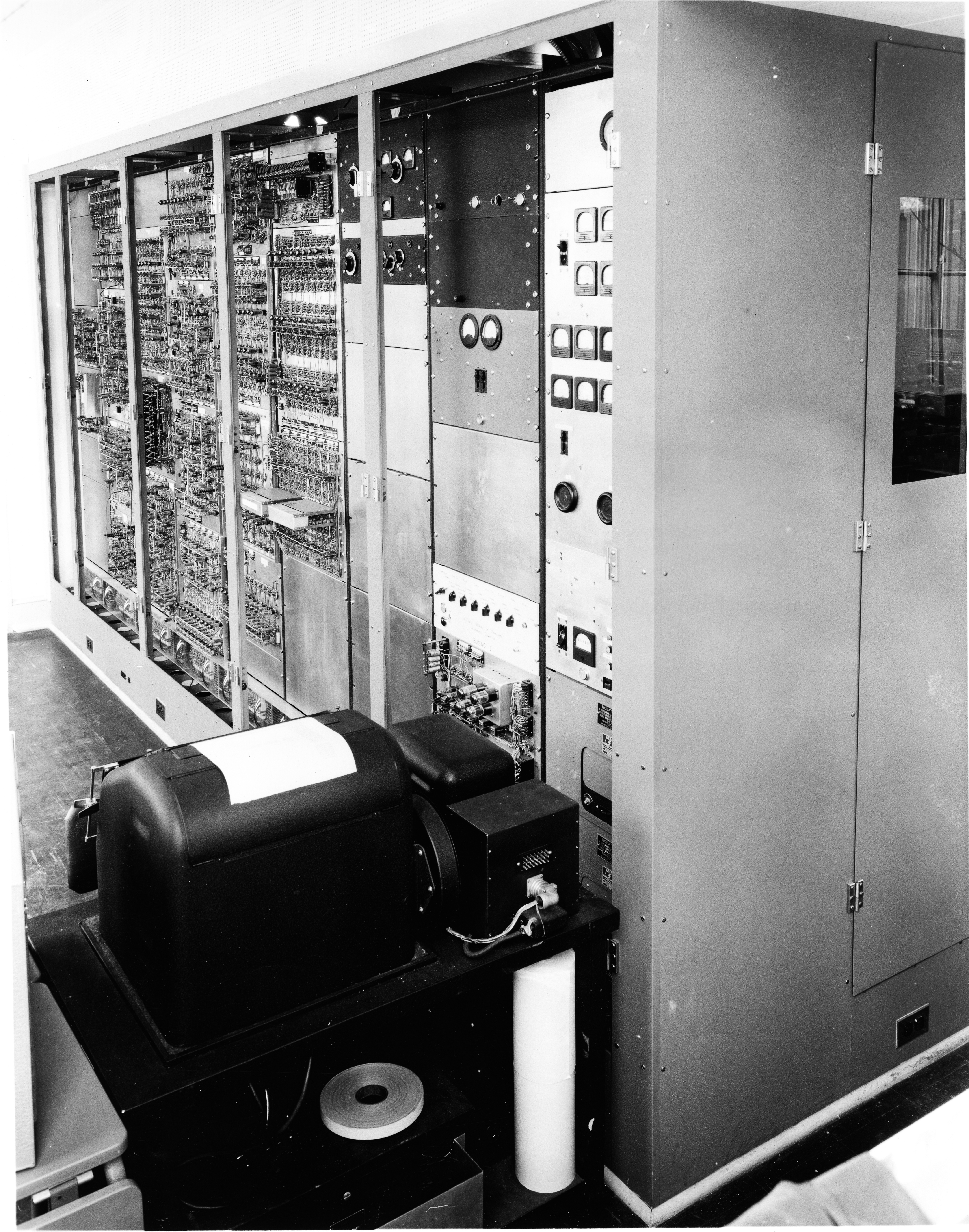
SEAC в 1950 году

SEAC (сокр. от англ. Standards Electronic/Eastern Automatic Computer, Электронный/восточный автоматический компьютер Бюро стандартов) — электронный компьютер первого поколения, построенный в 1950 году Национальным бюро стандартов США. Изначально он назывался Временный компьютер Национального бюро стандартов (англ. National Bureau of Standards Interim Computer), потому что это был небольшой компьютер, спроектированный для быстрой постройки и введения в эксплуатацию, на то время пока бюро будет ждать завершения работ по созданию более мощных компьютеров. SEAC впервые был продемонстрирован в апреле 1950 года, а в мае того же года был запущен в серийное производство, став первым в США полнофункциональным электронным компьютером с хранимой в памяти программой.

## Описание
SEAC, созданный на основе EDVAC, использовал 747 вакуумных ламп (сравнительно малое количество по сравнению с большинством компьютеров того времени), количество которых со временем было увеличено до 1500 штук, и 10500 германиевых диодов, количество которых со временем было увеличено до 16000. Это был первый компьютер, большинство логических цепей которого было построено из полупроводниковых устройств. Лампы использовались в качестве усилителей сигналов, инверторов и динамических триггеров. 
Компьютер использовал в качестве основной два вида памяти: статическую в виде трубок Уильямса (быстрая, но ненадежная) и 64 линий задержки (надежная, но медленная), хранивших 512 слов, каждое по 45 бит. С помощью переключателя можно было выбрать какую именно память использовать в данный момент. 
Тактовая частота составляла 1 МГц.
Система команд SEAC - 4-х адресная (2 адреса операндов, адрес записи результата, адрес следующей команды), состояла всего из 11 типов инструкций: целочисленное сложение, вычитание, умножение, деление, сравнение и ввод-вывод, и позже была расширена до 16. Время выполнения операции сложения составляло 864 мкс, а время умножения 2980 мкс (то есть почти 3 мс).

## Применение
Иногда SEAC использовался в качестве удалённого телетайпа. Это делает его одним из первых компьютеров с удалённым доступом. С различными модификациями SEAC использовался до 1964 года. Некоторыми из областей, в которых он был задействован были:
- метеорология
- линейное программирование
- оптические линзы
- расчеты для Национальной лаборатории в Лос Аламосе по термоядерной бомбе[2]
- навигационные таблицы для радионавигационной системы LORAN
- планы статистических выборок
- волновая функция атома гелия
- проектирование протонного синхрофазотрона